# 尼卡諾爾 (總督)
尼卡諾爾（希臘語：Νικάνωρ），是一位馬其頓的優秀軍官，為安提柯的米底總督，他可能與亞歷山大大帝的部將尼卡諾爾是同一個人 。
在前321年佩爾狄卡斯逝世，在特里帕拉迪蘇斯分封協議中他被任命為卡帕多細亞總督。在安提柯與歐邁尼斯交戰時，尼卡諾爾附屬於安提柯之下。前316年伽比埃奈戰役後，桀驁不馴的銀盾兵同意向安提柯投降並交出歐邁尼斯等人，而尼卡諾爾負責前往接收歐邁尼斯等囚犯。
在米底亞總督培松和其同黨被安提柯剷除後，安提柯任命尼卡諾爾為新任米底亞總督兼上部行省統帥，而這塊區域和其他東方行省通稱為上部行省（upper satrapies）。當前312年塞琉古占據巴比倫，因而爆發巴比倫戰爭。尼卡諾爾立即組織一支大軍前往討伐塞琉古，但在途經底格里斯河的路上遭到塞琉古奇襲，尼卡諾爾的大軍因而遭到塞琉古軍擊敗。隨後東方米底等各省都落入塞琉古手中。
尼卡諾爾在那場戰役後的結局不是很清楚，西西里的狄奧多羅斯記載尼卡諾爾從混戰中逃走，他逃入沙漠裏並從那裏寫信向安提柯尋求援助。然而阿庇安卻記載他在那場戰役中陣亡。總而言之，尼卡諾爾之後沒在歷史中出現。.

## 外部連結
- Livius.org: Nicanor （页面存档备份，存于）